# Volontarisme (métaphysique)
Pour les articles homonymes, voir Volontarisme.

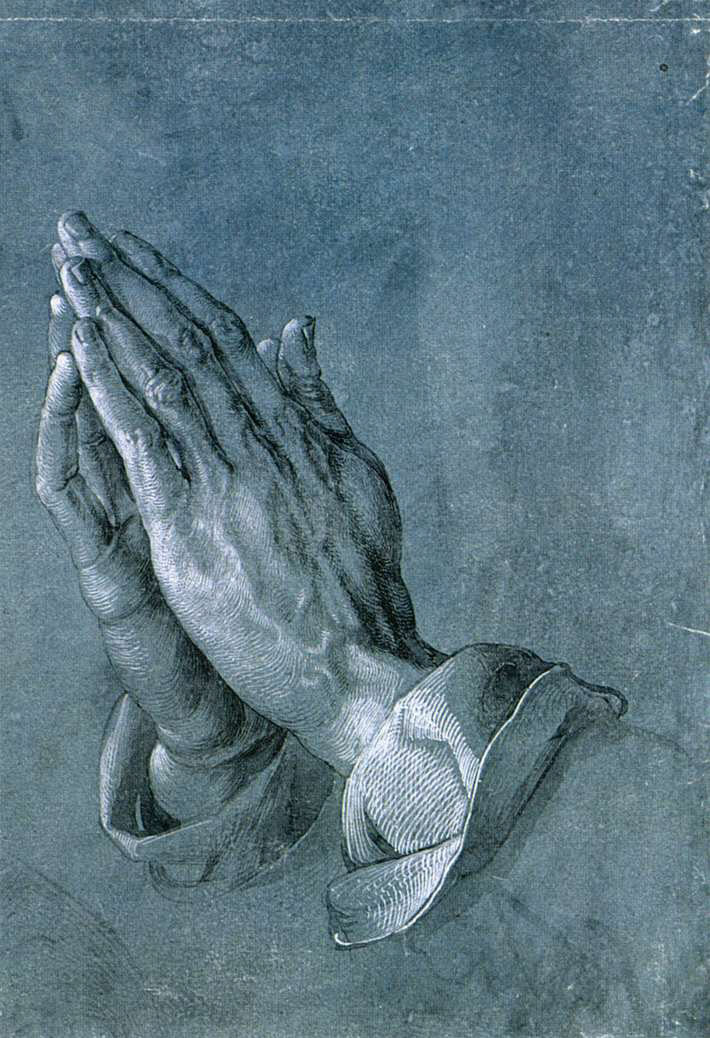
Mains en prière d'Albrecht Dürer (1508). Par la prière, le croyant adresse un souhait à un être tout-puissant dont l'action s'accorde parfaitement avec sa volonté.

Le volontarisme métaphysique (ou volontarisme ontologique) est une conception philosophique concernant la nature de la réalité, où la volonté – entendue au sens large de ce qui désire – constitue le principe actif ou l'essence dynamique du monde. Il doit être distingué des différentes formes de volontarisme politique, et il s'oppose à l'intellectualisme métaphysique, pour lequel le monde obéit à des principes rationnels qui en constituent l'essence ou le fondement (platonisme, aristotélisme, rationalisme classique, etc.).
Le volontarisme métaphysique, à l'inverse de l'intellectualisme dont la tendance est objectiviste, est une forme de subjectivisme qui place la subjectivité de l'existence, son caractère « expérientiel », avant l'objectivité de la représentation. Il est souvent marqué pour cette raison par un certain irrationalisme. En outre, partant d'une conception dynamique du monde, le volontarisme métaphysique rejette toute idée d'ordre préétabli.
Le terme « volontarisme » a été introduit par Ferdinand Tönnies dans la littérature philosophique et a été particulièrement utilisé au tournant des XIXe et XXe siècles par le psychologue Wilhelm Wundt et le philosophe Friedrich Paulsen, afin de qualifier la tradition dans laquelle ils s'inscrivaient. Le représentant le plus notable de cette tradition est Arthur Schopenhauer qui, en 1818, publie Le monde comme volonté et comme représentation.

## Le volontarisme théologique

### Approches scolastiques

#### Duns Scot
Connu principalement pour son principe d'individuation et sa thèse de l'univocité de l'être, le philosophe écossais Jean Duns Scot est également, vers 1300, à l'origine d'une doctrine théologique appelée « volontarisme », qui met l'accent sur la volonté divine. Pour Duns Scot, tout ce qu'a créé Dieu s'accorde avec sa volonté, en raison de la toute-puissance divine. C'est en outre sur sa seule volonté que se règlent les lois de la justice et de la sagesse : « si [Dieu] avait fait autrement – déclare Duns Scot – l'ordre qu'il aurait pu choisir aurait été également juste et sage, par le seul fait qu'il l'aurait voulu ». L'ordre prescrit et choisi par Dieu parmi tous les possibles n'est jamais déterminé par des exigences dues à la nature même des choses. Au contraire, les choses ne sont louables que parce que Dieu les a voulues. Dès lors, le lien effectif qui unit les bonnes œuvres de l'homme au bonheur éternel, qui en est la récompense, n'existe pas parce que ces œuvres méritent par elles-mêmes la récompense, mais parce que Dieu a décidé d'établir ce lien.
Le volontarisme théologique de Duns Scot a une conséquence notable sur l'idée chrétienne de prédestination : c'est parce qu'il a fait que la charité conduit à la béatitude que Dieu donne à l'âme pour laquelle il veut le bonheur éternel la vertu de charité. Le salut et la moralité de l'homme sont donc décidés par Dieu à l'avance (prédestination) de façon parfaitement arbitraire.

#### Thomas Bradwardine, Jean de Mirecourt
Dans la première moitié du XIVe siècle, le théologien Thomas Bradwardine radicalise le volontarisme théologique de Duns Scot en niant toute autre causalité que la causalité divine. Pour Bradwardine, non seulement il n'y a pas de raison ni de loi nécessaire en Dieu qui soit antérieure à sa volonté, mais la volonté divine est, en tant que cause efficiente de toute chose, la cause motrice de tout mouvement. Il s'ensuit que même l'acte le plus libre que l'homme puisse faire est causé par Dieu. Cette forme de volontarisme aboutit à un déterminisme théologique absolu où rien n'échappe à la volonté divine. Jean de Mirecourt, contemporain de Bradwardine, défend également cette conception déterministe qui fait de la volonté divine la cause de tout. Il est d'ailleurs condamné en 1347 par le pape Clément VI pour des thèses affirmant que Dieu est auteur du péché en tant que péché, qu'il veut que quelqu'un pèche et qu'il soit pécheur.
D'après Guillaume Almeras, le volontarisme théologique du XIVe siècle a influencé Martin Luther dans sa conception de la prédestination humaine. Il suggère que la philosophie de Schopenhauer ait également repris à sa façon cette théorie médiévale, qu'il nomme « volontarisme du serf-arbitre ». Pour Schopenhauer en effet, nos motifs volontaires ne sont que des justifications « après coup » d'un vouloir fondamental se servant de nous.

### Mysticisme chrétien et romantisme

#### Jacob Böhme

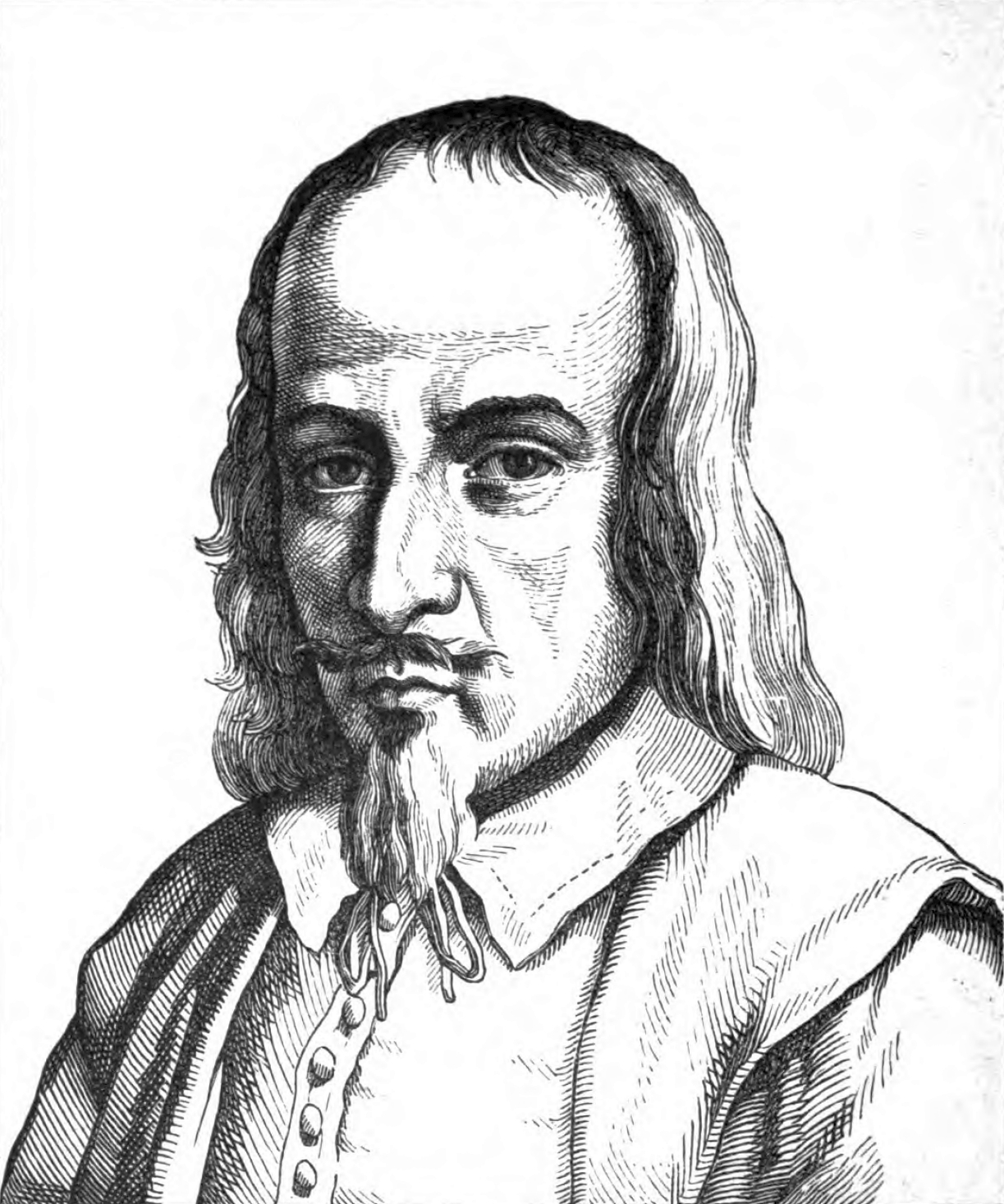
Jacob Böhme, dit le « philosophe teutonique ». Il inaugure une conception hétérodoxe de l'origine de Dieu fondée sur l'idée d'une pure volonté.

Précurseur de la théosophie moderne, Jacob Böhme est le premier penseur chrétien à ériger la volonté, ou le désir, en principe suprême. Bien qu'apparemment proche de la tradition mystique allemande et de son néoplatonisme, il conçoit l'esprit (de Dieu ou de ses créatures) de façon différente : il est pour lui essentiellement incarné. Böhme n'a que peu de considération pour l'au-delà spirituel des gnostiques et ne partage pas le dénigrement platonicien du corps et de ses désirs, caractéristique du mysticisme chrétien. Sa théogonie est une cosmogonie et une métaphysique au sens où elle tente de penser le passage du non-être à l'être, en s'appuyant sur la notion de volonté.
Le concept central de la pensée de Böhme est l’Absolu de la théologie négative, déjà présent dans la tradition néoplatonicienne. L'Absolu y est défini a minima comme « Un suressentiel » et indéterminé, premier principe dont on ne peut rien dire ni rien penser, car il échappe à toute compréhension. La doctrine böhmienne se distingue toutefois de la tradition néoplatonicienne par le fait que l'Absolu y est décrit de façon subjective comme une volonté pure. La « Volonté » désigne chez Böhme la pulsion ou la force intérieure qui produit l'être, l'émotion créatrice à l'origine de tout ce qui existe. Elle n'est pas volonté de quelque chose, ce qui en ferait une volonté déterminée, mais une pure volonté, une « faim insatiable », un principe dynamique et vivant qui s’agite et bouillonne dans une sorte de néant primordial. Moteur spirituel de la vie du monde, la Volonté est également moteur de la vie divine, acte pur par lequel Dieu s'engendre et naît à la conscience. Elle traduit son désir de produire une image de lui et de se faire connaître et aimer,.
La grande originalité de la théogonie de Böhme réside dans sa conception hétérodoxe de la naissance du Dieu créateur, appelé aussi « Fondement » (Grund), naissance qui est animée par une volonté obscure elle-même sans fondement, parfaitement arbitraire et irrationnelle. Ce tout premier principe, Böhme l'appelle Ungrund (« Sans-Fond » ou « Sans-Raison »), terme qui désigne l'obscurité insondable et la vacuité absolue du divin. L'Ungrund est un absolu en deçà de tout être, un principe qui précède l'existence elle-même, qu'il produit de façon purement gratuite et contingente ; il est un néant inconscient et ténébreux qui engendre tout ce qu'il a librement désiré voir se révéler. Acte de fondation à l'origine de tout, et d'où naît le Dieu même de la création, l'Ungrund se manifeste psychologiquement de l'intérieur comme désir de vivre, et se révèle dans le monde ou dans la pensée de l'homme comme une aspiration à être.
D'après l'historien des idées Sean McGrath, la plus grande contribution de Böhme à la cosmogonie réside dans cette conception originale de la volonté de Dieu, radicalement différente de la notion cognitive de volition que l'on retrouve dans la tradition scolastique d'inspiration aristotélicienne. La volonté divine de Böhme est ce qui produit l'être et, en ce sens, elle constitue un principe encore plus fondamental et plus originaire que l'être lui-même. Libre volonté au principe de toute réalité, y compris de Dieu lui-même, elle est une sorte d'hubris fondamentale et universelle dont le désir naturel n'est qu'un avatar.
La volonté böhmienne inspirera deux siècles plus tard l'approche romantique du désir, notamment par la lecture qu'en feront Baader et Schelling,. Elle inaugure une tradition spiritualiste nouvelle, anti-intellectualiste, fondée sur une conception psychodynamique du monde, dont les développements ultérieurs conduiront à l'élaboration du concept métaphysique d'« Inconscient » (Carus, von Hartmann). La métaphysique de Schopenhauer, entièrement fondée sur l'idée de Volonté, y fera également écho.

#### Perspective théosophique

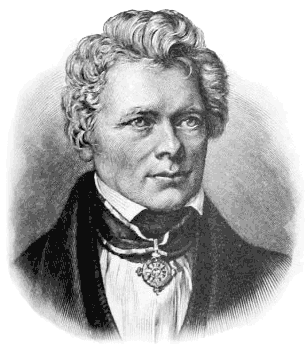
Friedrich Wilhelm Joseph von Schelling. Pour Schelling, le désir est le véritable moteur du monde.

Durant la première phase de sa réflexion, à la charnière des XVIIIe et XIXe siècles, le philosophe romantique Friedrich Schelling s'inspire fortement de l’œuvre théosophique de Jacob Böhme, dont il a pris connaissance par l'intermédiaire de son ami théosophe Franz Xaver von Baader. Le manque ou l'absence, introduit par Böhme au sein même de l'Infini, est interprété par Schelling de façon psychologique comme le motif inconscient de la création : Dieu ne peut se maintenir dans son état primordial d'indifférenciation car sans différenciation, il resterait dans un état inférieur de développement. La création inaugure la première manifestation d'une altérité par laquelle Dieu peut se développer et prendre conscience de lui-même. La conscience requiert en effet la dualité, l'opposition entre un « soi » et un autre. Le désir de Dieu, tout entier orienté vers la conscience, est ce qui mène l'histoire du monde ; l'insatisfaction de ce désir, liée au manque de conscience, engendre la tension qui anime tout être.
Loin d'être un acte libre et arbitraire de Dieu, la création du monde est vue dans cette perspective comme une émanation spontanée de l'essence divine, qui va dans le sens d'un plus haut degré de conscience et d'altérité. Le paradoxe présent au cœur de cette thèse est celui de l'imperfection du divin ou de l'Infini, Dieu sans le monde étant moins parfait que Dieu avec le monde. Ce paradoxe tient au fait que le monde semble ajouter quelque chose d'essentiel à la nature de l'être infini : la relation ou l'altérité. Carl Eschenmayer, disciple de Friedrich Schelling, proposera une solution à ce problème qui sera reprise par ce dernier et ses successeurs : il faut distinguer l'apparence de l'être – avec sa dualité sujet-objet, infini-fini, corps et esprit –, de l'être lui-même, qui est « Un », indivisible et éternel. Au déterminisme de la création s'oppose ainsi la liberté divine qui n'est autre que la volonté dans son unité et son éternité.

#### Dépassement de la théosophie
L'essai sur la Liberté de Schelling est un moment décisif dans la genèse de la notion d'inconscient comprise en un sens romantique et psychodynamique, faisant appel à l'idée de volition plutôt qu'à la cognition humaine ou divine. C'est par cet essai que les thèmes théosophiques présents dans l’œuvre de Jacob Böhme s'introduisent dans la philosophie allemande du début du XIXe siècle et contribuent par cette voie au développement du paradigme psychodynamique dans l'Europe de la seconde moitié du XIXe siècle.
Ce que Schelling découvre et met en avant chez Böhme, c'est l'inconscient volitif, l'inconscient des motivations qui animent les êtres, distinct de l'inconscient épistémologique de Kant (celui des « représentations obscures »). Les représentations obscures de l'inconscient ne constituent en effet qu'un aspect de l'inconscient. Bien plus significatives pour Schelling sont les pulsions inconscientes (Trieb) qui constituent la base de la personnalité. Or, c'est dans la théosophie de Böhme, Oetinger et Saint-Martin que l'on retrouve les premières interprétations alternatives de l'inconscient, compris non plus d'après le modèle de la représentation consciente ou réflexive (dans le contexte du cartésianisme ou dans celui du kantisme), mais du point de vue des désirs et des motivations. Pour eux, la personnalité se construit sur la base des pulsions et des désirs plutôt que sur celle des représentations et de la connaissance. Schelling ne fait dès lors que traduire cette idée en termes philosophiques modernes, la dégageant ainsi de son cadre gnostique et mystique d'origine. Schopenhauer et von Hartmann, quant à eux, radicaliseront cette démarche en sécularisant la notion böhmienne de volonté, et en la réinterprétant dans le sens de leur propre philosophie, en dehors de toute idée de transcendance divine.
À travers Böhme, la volonté devient chez Schelling une notion fondamentale mais obscure qui renvoie à des courants de pensée plus anciens que le romantisme – l'animisme, le vitalisme, le panpsychisme, le panthéisme, relayés sous une forme métaphysique et systémique par Schopenhauer.

## Schopenhauer

Arthur Schopenhauer (par Jules Lunteschütz, 1855). La métaphysique de Schopenhauer est entièrement fondée sur la notion de volonté.

C'est dans Le Monde comme volonté et comme représentation, paru en 1818, qu'Arthur Schopenhauer expose sa propre métaphysique. Sa philosophie se présente comme une alternative aux conceptions intellectualistes de Hegel, mais elle puise, tout comme chez ce dernier, une partie de son inspiration dans le romantisme et le mysticisme de tradition allemande La Volonté constitue chez Schopenhauer le premier principe et l'essence du monde. Par « Volonté », il entend une force active mais aveugle, du même ordre que celle que nous sentons à la racine de notre être. Toute force de la nature est pour lui volonté ; c’est une même et unique volonté qui s’extériorise dans les liens de la causalité physique, dans les réactions des plantes aux excitations de leur environnement, dans l’activité humaine. La Volonté s'extériorise ou s’« objective » comme « représentation », se manifestant sous une multitude de formes –  minérales, végétales, animales – suivant une infinité de degrés qui vont des forces matérielles jusqu’aux produits de l'esprit humain.
Pour Schopenhauer, l’intelligence humaine est au sommet de la pyramide formée par les degrés d’objectivation de la volonté ; elle constitue le point d'aboutissement de son objectivation. Mais la volonté prime sur l’intellect ou la raison, de sorte que ces facultés sont au service de cette force : « le Maître, c’est la volonté ; le serviteur, c’est l’intellect », déclare Schopenhauer. Ainsi, nos décisions « libres », loin d’être la résultante de motifs clairement réfléchis, sont en réalité assujetties à une volonté impersonnelle. C'est ce qui explique que l’homme ignore habituellement les motifs profonds et véritables de ses actions, qu'il ne découvre indirectement que par la joie ou l'insatisfaction qu'il éprouve à leur réalisation. Le sujet, loin d'être l'acteur de ses actions, se révèle n'être finalement que le spectateur d'une « pulsion » aveugle qui le dépasse de toute part.
La saisie de cette essence unique et impersonnelle qu'est la Volonté, principe aussi bien métaphysique que psychologique, conduit Schopenhauer à étendre d'une part les caractéristiques fondamentales de la psychologie humaine à toute la nature, et à limiter d'autre part l'extension réelle de notre conscience aux manifestation les plus superficielles de notre psychisme. Nous ne pouvons en effet réduire la volonté à l'expérience consciente que nous avons de nos volitions si ces mêmes volitions n'en sont que les manifestations individuelles au niveau de la conscience. A l'instar de toutes les forces qui produisent et gouvernent la nature, les forces inhérentes à la psychologie de l'homme sont donc inconscientes : « tout ce qui est originel, tout ce qui constitue l'être véritable est inconscient » affirme en ce sens Schopenhauer. Ce renversement complet de perspective, qui vient à faire d'une volonté inconsciente le fondement même de l'être, constitue la rupture la plus décisive engagée par la métaphysique de Schopenhauer.

## Les successeurs de Schopenhauer

### Hartmann: la Volonté et l'Idée

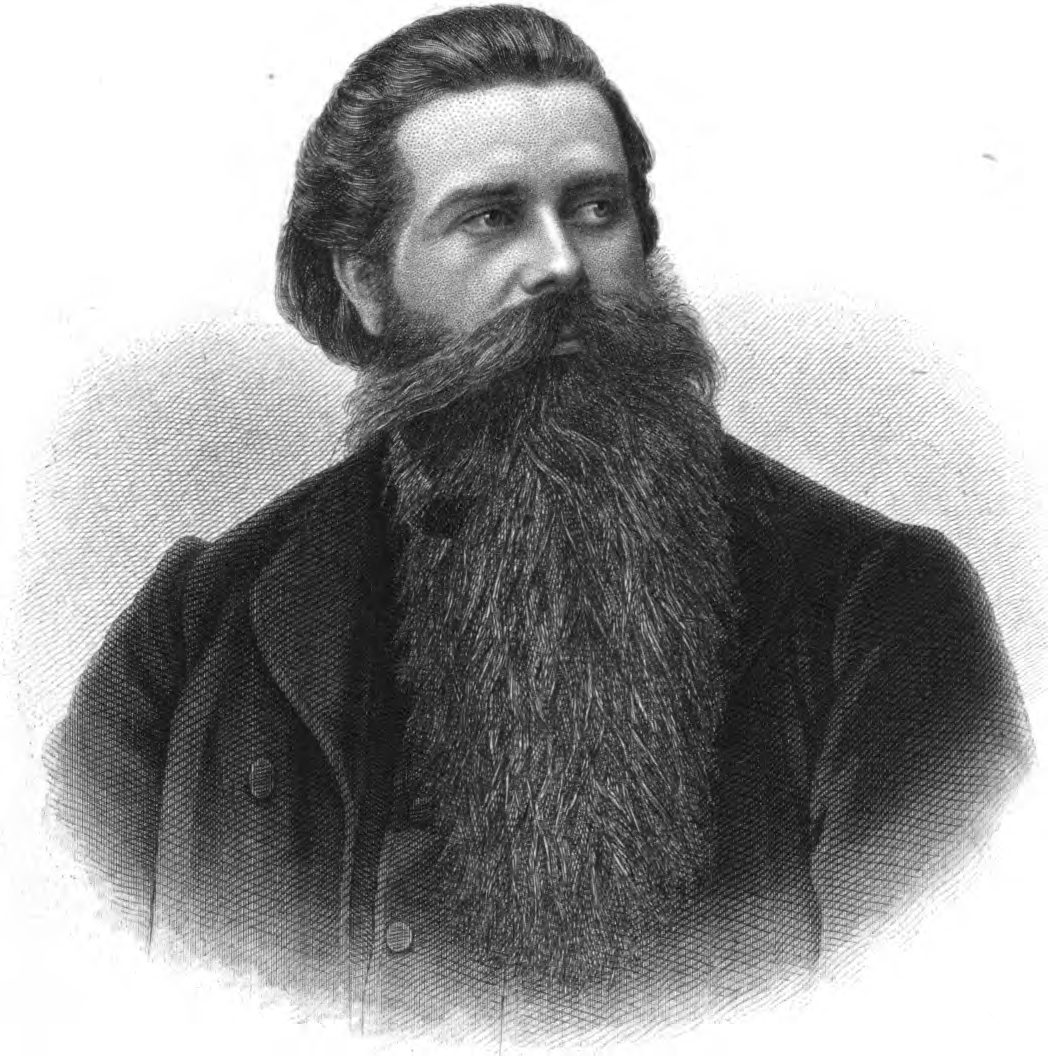
Eduard von Hartmann, auteur en 1869 de la Philosophie de l'Inconscient.

Dans son ouvrage intitulé Philosophie de l'Inconscient, paru en 1869 et devenu célèbre dès les premières années de sa publication, Eduard von Hartmann se présente comme l'héritier d'Arthur Schopenhauer. Cependant, il remplace le principe de la Volonté, au cœur de la doctrine de Schopenhauer, par son propre principe de l'Inconscient. Acteur invisible de l'histoire et instigateur caché de l'évolution, l'Inconscient comprend indissociablement la Volonté irrationnelle qui pousse le monde à exister, et « l'Idée », au sens hégélien, qui est l'élément rationnel et organisateur du monde. Concept métaphysique plutôt que psychologique, l'Inconscient hartmannien mène toutes les créatures à ses fins, bien que cette finalité soit contraire à leurs intérêts particuliers. Il s'oppose logiquement, par son unité et sa perfection, à la conscience, présente en chaque individu sous une forme au moins élémentaire. Par contraste avec l'Inconscient, la conscience est vue par Hartmann comme une réalité négative en vertu de laquelle les deux principes de la Volonté et de l'Idée deviennent antagonistes, entrainant ainsi la division du monde et les conflits qui l'animent.
Tandis que pour Schopenhauer, la distinction entre volonté et représentation coïncide avec celle opérée par Kant entre chose en soi et apparence, pour Hartmann, elle correspond à la différence qu'il y a entre l'existence et l'essence, entre la réalité ou « effectivité » (en allemand : Wirklichkeit) et la possibilité ou « idéalité ». Hartmann fait ainsi de la Volonté, non pas l'essence du monde (comme l'avait fait Schopenhauer en confondant aux yeux de Hartmann essence et réalité) mais le principe de son existence, son principe créateur. La représentation, quant à elle, prend le sens d'un principe organisateur, d'un modèle idéal auquel le monde se conforme progressivement, d'un archétype semblable au monde intelligible informant les choses sensibles chez Platon. Ce n'est donc pas, à proprement parler, la Volonté qui est réelle chez Hartmann, mais les « idées » qu'elle a souhaité réaliser en créant le monde. C'est justement parce qu'il a été souhaité par la Volonté que le monde réel, bien qu'il soit intrinsèquement mauvais, reste le meilleur des mondes possibles.

### Mainlander: la volonté de mort
Philipp Mainländer est principalement connu pour sa Philosophie de la Rédemption (Die Philosophie der Erlösung), œuvre marquée par un profond pessimisme qu'il fait publier juste avant son suicide en 1876. Il y articule le concept de « mort de Dieu », qui trouve rapidement un écho dans la philosophie de Nietzsche, et la notion de « volonté de mort ». Forme inversée du vouloir-vivre de Schopenhauer, la volonté de mort est le principe de toute existence depuis l'origine du monde. En effet, Dieu s'est en quelque sorte donné la mort en créant le monde, et depuis lors, l'anéantissement constitue le seul « salut » de l'être, sa seule possibilité de « rédemption ».
Pour Mainländer, la vie n'a par elle-même aucune valeur et la volonté ne devient morale que lorsque, mue par la connaissance de la supériorité du néant sur l'être, elle vise délibérément sa suppression. Quand l'individu, par observation de sa propre volonté, constate que son salut se trouve dans sa mort, son vouloir-vivre, ou volonté de vie, se transforme en volonté de mort. La volonté de vie n'est dans cette perspective que le moyen utilisé par la volonté de mort – celle qui anime véritablement l'univers – pour accomplir son objectif autodestructeur.

### Bahnsen: la volonté «empoisonnée»
La conception pessimiste du philosophe allemand Julius Bahnsen est souvent décrite comme la forme la plus extrême du pessimisme philosophique. Par sa figure du « héros tragique », Bahnsen annonce la pensée tragique de Friedrich Nietzsche. L'idée fondamentale sur laquelle repose sa doctrine est celle du conflit interne de la volonté, déchirée qu'elle est en une multitude de volontés individuelles et égoïstes. La volonté est pour Bahnsen toujours originellement plurielle et contradictoire, motivée par l'égoïsme et causée par la souffrance. Elle  est une « source empoisonnée » qui contamine le monde entier.
Au départ disciple de Hegel, puis de Schopenhauer, Bahnsen ne voit plus dans la doctrine de ce dernier qu'un pressentiment du pessimisme véritable auquel il adhère. D'après Schopenhauer, la volonté de vivre, qui est le principe de toute existence mais aussi de tout mal, peut quasiment être anéantie : l'abnégation, la pitié, la création artistique, qui nous détachent de nous-mêmes, détruisent en nous le vouloir-vivre, et nous préparent au nirvana. Or pour Bahnsen, nous ne pouvons échapper ainsi à l'enfer dans lequel la volonté plonge le monde.

## La psychologie volontariste

### Wundt: la prééminence de la volonté

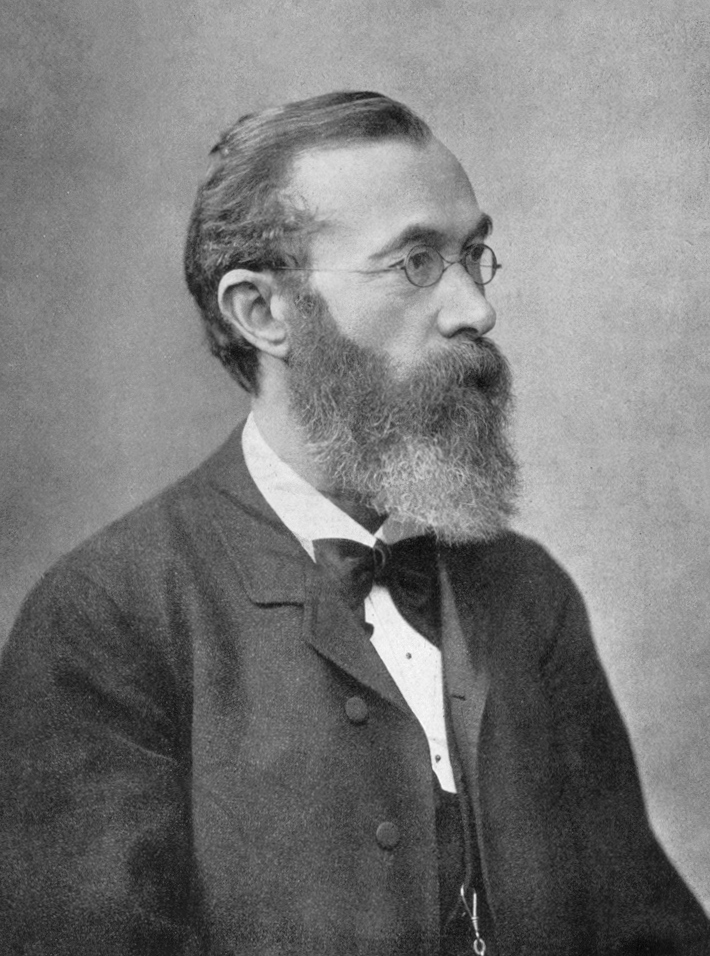
Le psychologue allemand Wilhelm Wundt, en 1902.

Considéré généralement comme le fondateur de la psychologie expérimentale et scientifique, Wilhelm Wundt est également un philosophe qui défend une conception générale du monde foncièrement volontariste. À l'instar de Leibniz et de Schopenhauer, Wundt ne reconnaît l'existence que de deux types de réalité : la volonté et la représentation. Mais comme Schopenhauer, il accorde la prééminence à la volonté seule, entendue au sens large d'appétition et de volition. La volonté est en effet, dans le champ psychologique, à l'origine de la représentation elle-même.
Cette thèse, Wundt la justifie en s'appuyant sur notre introspection : la seule activité qui nous soit donnée immédiatement est notre vouloir ; si nous sommes affectés par l'effet d'un être étranger, c'est que cet être est lui-même une volonté, et toute affection est due à l'action réciproque des volontés les unes sur les autres. C'est également l'action d'une volonté sur une autre qui éveille, en cette dernière, l'activité interne de représentation. La représentation est donc une activité secondaire par rapport à la volonté.

### Fouillée: l'«émotion»
Pour le philosophe français Alfred Fouillée, comme pour son contemporain Wilhelm Wundt dont il s'inspire peut-être, la volonté, en tant qu'« énergie psychique », est omniprésente et constitutive non seulement de la pensée mais de la réalité même. La représentation est envisagée par lui dans cette perspective comme un commencement d'action, une « idée-force », où la volonté – ne serait-ce que sous la forme d'une impulsion – est engagée. Fouillée s'oppose en ce sens radicalement aux conceptions épiphénoménistes de la conscience défendues en son temps par ceux qui cherchent à supprimer la volonté en tant que fait distinct des sensations : certains physiologistes affiliés au darwinisme (Thomas Huxley), des psychologues tels que Hugo Münsterberg ou Charlton Bastian (que Fouillée cite régulièrement), des penseurs dont le plus célèbre est le philosophe évolutionniste Herbert Spencer.
Selon le point de vue épiphénoméniste que critique Fouillée, seuls les événements physiques peuvent être les causes d'autres événements, et c'est uniquement à titre d'effets que les états de conscience peuvent figurer dans le réseau des relations causales. Les volitions n'existeraient donc pas en tant que telles mais correspondraient à des illusions rétrospectives découlant du fait que certaines sensations ayant accompagné ou précédé nos actions sont interprétées à tort comme les causes de ces actions. Or, pour Fouillée, ce point de vue, en plus d'être contraire à ce que nous révèle de façon évidente l'expérience directe de nous-mêmes, implique un dualisme du corps et de l'esprit, ou de la conscience (identifiée à un simple « épiphénomène »), désormais inacceptable. Dans une perspective moniste, il affirme à l'inverse l'« ubiquité du vouloir et du sentir », les processus physiologiques se ramenant eux-mêmes en dernière instance à des « émotions » élémentaires où les dimensions appétitive et sensitive de l'être sont profondément entremêlées.

### Sartre et la psychologie existentialiste

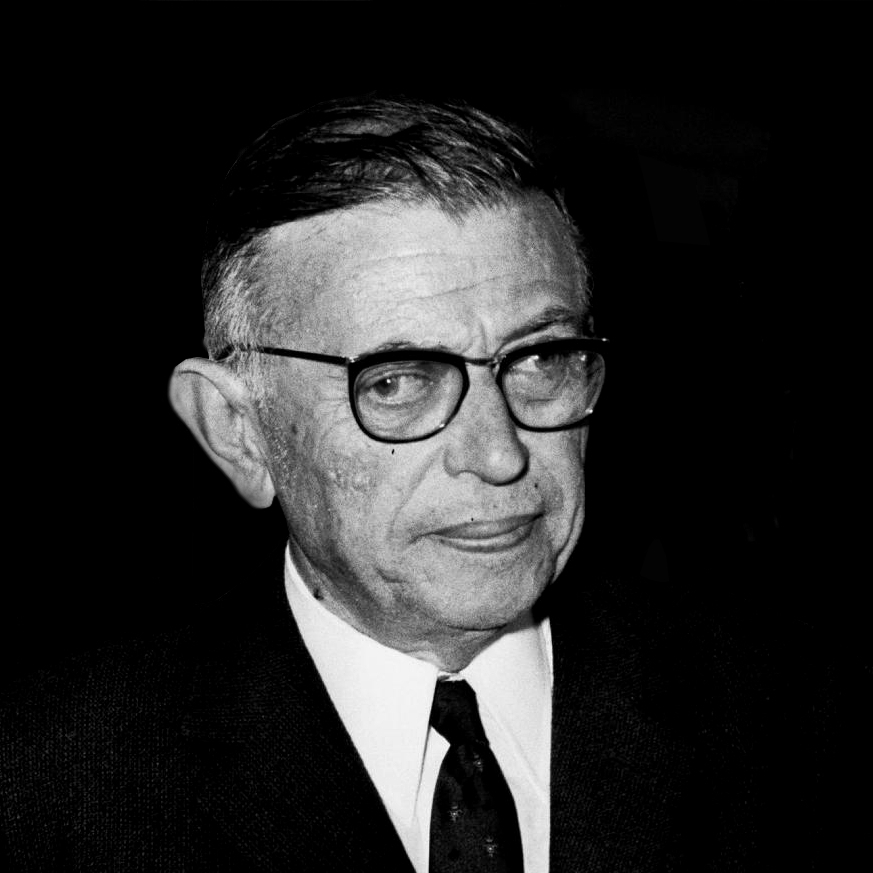
Jean-Paul Sartre en 1967.

L'existentialisme, dont Jean-Paul Sartre est au milieu du XXe siècle le principal représentant, fait du sujet humain le centre de sa réflexion. La psychologie existentialiste peut être dite volontariste au sens où elle rend insignifiants les motifs, les raisons ou la causalité mentale au regard de la liberté de la volonté humaine, qui est infinie. Chez Sartre, l'accent est mis sur le pouvoir de la conscience et sur la responsabilité personnelle qui en découle : nous sommes responsables de tous nos états psychologiques, idées aussi bien que sentiments et émotions, car tous sont des états de notre conscience, auxquels nous avons consenti ou que nous avons produits. Être triste, par exemple, c'est d'abord se rendre triste. La tristesse est une conduite libre, une action de la conscience qui s'affecte elle-même de la tristesse en réponse à une situation. L'invocation de motifs pour se déresponsabiliser de sa conduite ou pour ne pas exercer sa liberté est assimilée par Sartre à de la « mauvaise foi ».
À l'inverse du volontarisme théologique qui attribuait toute la liberté à Dieu au détriment de l'homme, Sartre accorde toute la liberté à l'homme en s'appuyant sur l'inexistence de Dieu. Il interprète en un sens positif la phrase de Dostoïevski : « Si Dieu n'existait pas, tout serait permis ». Prenant cette formule au sérieux, il considère que, justement, tout est possible pour l'homme au sens où « il n'y a pas de nature humaine, puisqu'il n'y a pas de Dieu pour la concevoir ». L'homme n'est pas de toute éternité, dans l'esprit d'un Dieu créateur, comme l'idée d'un objet technique dans l'esprit de l'artisan. Par conséquent, aucune norme transcendante ne le détermine à agir de la façon dont il agit. L'homme est non seulement libre, mais il est cette liberté même, n'étant rien d'autre que ce qu'il se fait. Sa volonté n'est limitée que par le principe de son existence, qui lui interdit seulement de ne pas être, et par la volonté d'autrui, qui peut l'aliéner.